# スター・トレック (2013年のコンピュータゲーム)
『スター・トレック』（Star Trek）は、『スタートレック』を基としたサードパーソン・アクションアドベンチャーゲームである。デジタル・エクストリームスが開発した。対応機種はPlayStation 3、Xbox 360、Microsoft Windowsである。

## ゲーム内容
協力プレイも可能なシングルプレイアクションゲームであり、カークとスポックを操作可能である。E3のピッチでスティーヴ・シンクレアはゲームのジャンルを「bro-op」と説明した。ゲームでは同じ章のあいだでカークとスポックを交代することができないが、もう1人のプレイヤーが「ドロップイン」として参加して協力プレイが可能である。

## 開発とマーケティング
2011年の夏にパラマウントは『スター・トレック』（2009年）の世界を基にしたゲームのためにクリス・パインとザカリー・クイントの肖像権を確保した。2012年6月までにはまだパインとクイントの音声が確保されていなかったが、その後、両者と契約を交わし、さらにカール・アーバン、ゾーイ・サルダナ、サイモン・ペッグ、ジョン・チョー、アントン・イェルチンらとも行った。
ゲームのプロットは『ゴッド・オブ・ウォー』や『Shank』のマリアンヌ・クラウチックが執筆した。彼女は映画の脚本家であるアレックス・カーツマン、ロベルト・オーチー、デイモン・リンデロフらと共にプロットを開発した。2011年のインタビューでオーチーは、新たな『スター・トレック』の世界のカノンとなるようにゲームのストーリーを作り上げたと説明した。
開発の際、製作チームは2009年の映画に沿った『スター・トレック』を作り上げるために他のゲームの要素を取り入れようとした。デジタル・エクストリームスのシェルドン・カーターは「『メトロイドプライム』を『アンチャーテッド』が受け継いだようなものだ」と説明した。2011年のE3コンベンションで発表され、ゲームの悪役がゴーンであることが明らかとなった。ゲームは2009年の『スター・トレック』と2013年の『スター・トレック イントゥ・ダークネス』の間を描いており、映画公開日の2013年5月17日の約3週前に発売された。